# سمائیل

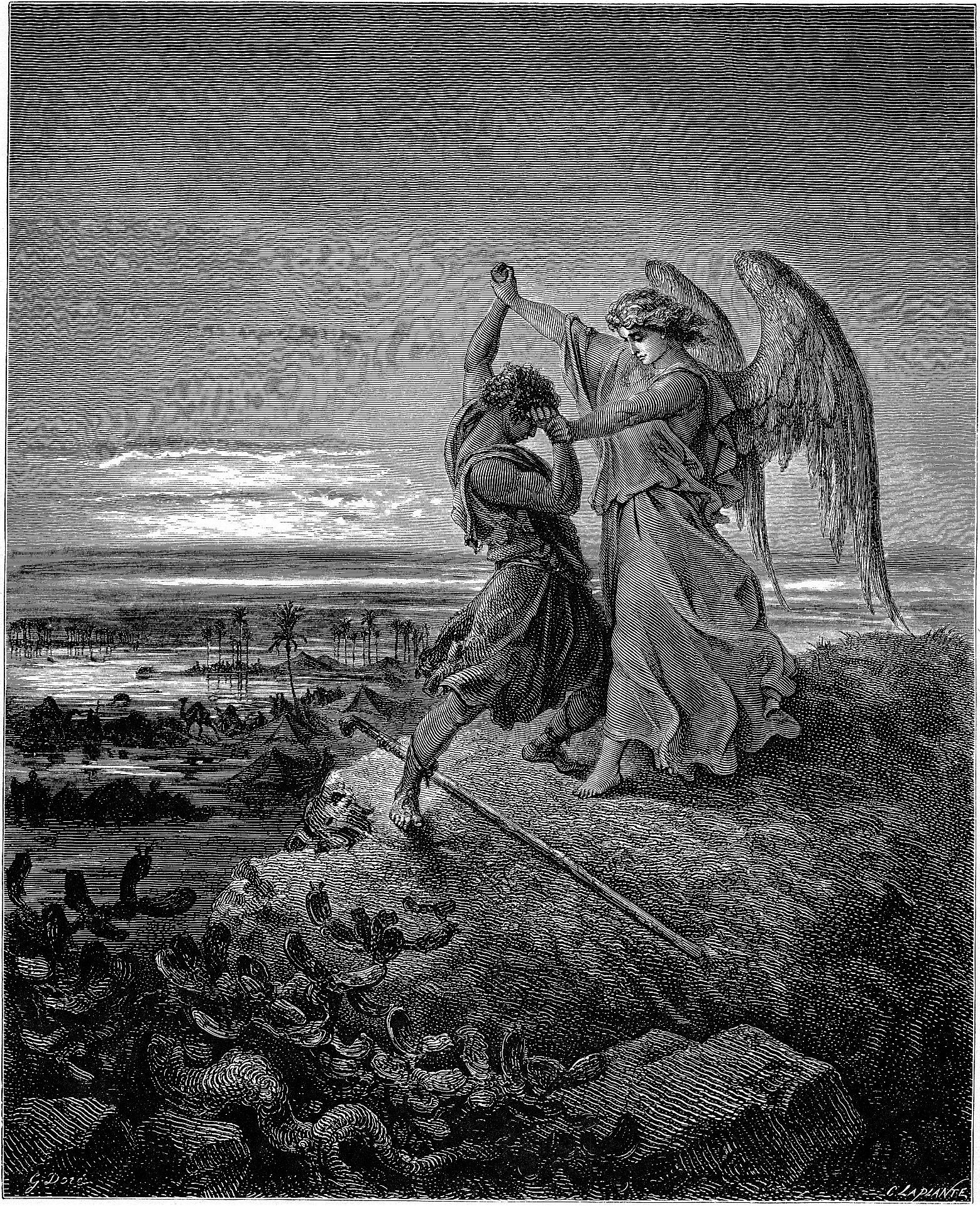
یعقوب با فرشته (سمائیل) کشتی می‌گیرد، اثر گوستاو دوره (۱۸۵۵)

سمائیل یا سمائل (به عبری: סמאל) یک فرشته مقرب در متن تلمود و متون پس از تلمود است. گاهی وی به عنوان یک شخصیت شیطانی و گاهی به عنوان یک شخصیت خوب توصیف می‌شود. گفته می‌شود وی نگهبان عیسو و حامی امپراتوری روم بوده است.
سامائیل (Samael) یکی از شخصیت‌های پیچیده و بحث‌برانگیز در متون مذهبی و عرفانی یهودیت، مسیحیت و برخی متون گنوسی است. این موجود اغلب به عنوان فرشته‌ای با نقش‌های متضاد، از جمله فرشته مرگ، فرشته داوری و حتی به عنوان یک موجود شریر توصیف می‌شود. در این مقاله، به بررسی عمیق نقش سامائیل در متون مذهبی، تفسیرهای عرفانی و تأثیرات فرهنگی و علمی این شخصیت می‌پردازیم.

## سامائیل در متون مذهبی
۱) یهودیت
در سنت یهودی، سامائیل به عنوان یکی از فرشتگان مقرب خداوند شناخته می‌شود، اما نقش او اغلب با تاریکی و مرگ همراه است. در متون مقدس یهودی، مانند تلمود و میدراش، سامائیل به عنوان فرشته مرگ توصیف می‌شود که مسئول پایان دادن به زندگی انسان‌هاست. همچنین، او به عنوان فرشته‌ای که بر امت‌های شریر حکومت می‌کند، شناخته می‌شود. در برخی روایات، سامائیل با شیطان (Satan) یکی دانسته می‌شود، زیرا او اغلب به عنوان وسوسه‌گر انسان‌ها عمل می‌کند.
۲) مسیحیت
در مسیحیت، سامائیل به طور گسترده در متون رسمی کتاب مقدس ذکر نشده است، اما در متون آپوکریفا و عرفانی مسیحی، او به عنوان یک موجود قدرتمند و اغلب شریر توصیف می‌شود. در برخی متون، او به عنوان فرشته‌ای که از بهشت سقوط کرد، شناخته می‌شود و با شیطان یا لوسیفر مقایسه می‌شود.
۳) گنوسیسم
در سنت گنوسی، سامائیل به عنوان یکی از ارکان‌های جهان مادی و اغلب به عنوان یک خدای دروغین یا آفریننده جهان مادی (Demiurge) شناخته می‌شود. در این متون، او به عنوان موجودی که انسان‌ها را در جهل و اسارت نگه می‌دارد، توصیف می‌شود.

## تفسیرهای عرفانی
در عرفان یهودی یا کابالا، سامائیل نقش مهمی در درخت زندگی (Tree of Life) ایفا می‌کند. او اغلب با سفیروت (Sephirah) گبوراه (Gevurah) مرتبط است، که نمایانگر عدالت سختگیرانه و قدرت الهی است. در این سنت، سامائیل به عنوان نیرویی که تعادل بین رحمت و عدالت را حفظ می‌کند، دیده می‌شود.

## تأثیرات فرهنگی و علمی
سامائیل در فرهنگ عامه، ادبیات و هنر نیز حضور پررنگی دارد. او در کتاب‌ها، فیلم‌ها و سریال‌های متعددی به عنوان شخصیتی مرموز و قدرتمند به تصویر کشیده شده است. برای مثال، در سریال تلویزیونی سوپرنچرال "Supernatural"، سامائیل به عنوان یکی از فرشتگان سقوط‌ کرده معرفی می‌شود.
از دیدگاه علمی، مطالعه درباره سامائیل و نقش او در متون مذهبی می‌تواند به درک بهتر تحولات الهیات یهودی، مسیحی و گنوسی کمک کند. این مطالعات همچنین می‌توانند به بررسی نقش نمادین فرشتگان و موجودات ماوراءالطبیعه در شکل‌گیری فرهنگ و اعتقادات بشر کمک کنند.